# Chenereilles (Loire)
Pour les articles homonymes, voir Chenereilles.
Chenereilles est une commune française située dans le département de la Loire en région Auvergne-Rhône-Alpes, et faisant partie de Loire Forez Agglomération.

## Géographie

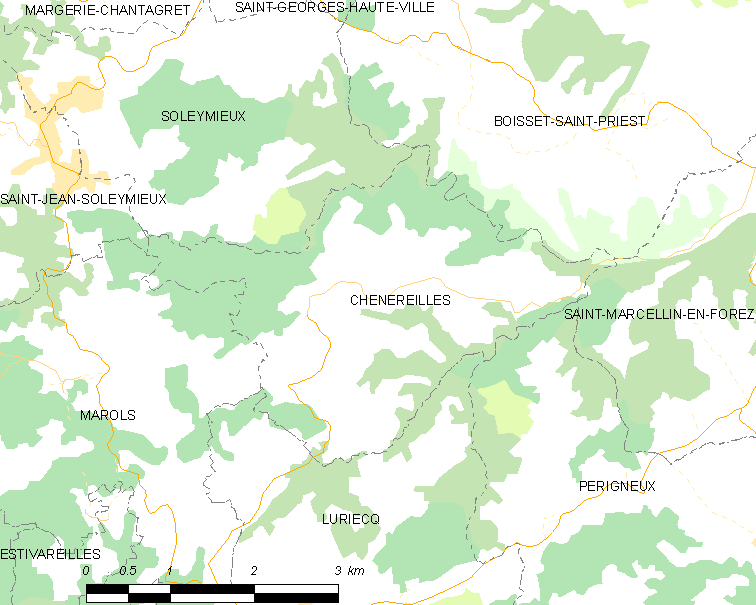
Localisation du village et des communes aux alentours

| Soleymieux            | Boisset-Saint-Priest | Saint-Marcellin-en-Forez |
| Saint-Jean-Soleymieux | Chenereilles         |                          |
| Marols                | Luriecq              | Périgneux                |

Chenereilles fait partie du Forez.

### Climat
Pour des articles plus généraux, voir Climat d'Auvergne-Rhône-Alpes et Climat de la Loire.
En 2010, le climat de la commune est de type climat des marges montargnardes, selon une étude du Centre national de la recherche scientifique s'appuyant sur une série de données couvrant la période 1971-2000. En 2020, Météo-France publie une typologie des climats de la France métropolitaine dans laquelle la commune est exposée à un climat de montagne ou de marges de montagne et est dans la région climatique Nord-est du Massif Central, caractérisée par une pluviométrie annuelle de 800 à 1 200 mm, bien répartie dans l’année.
Pour la période 1971-2000, la température annuelle moyenne est de 9,6 °C, avec une amplitude thermique annuelle de 16,3 °C. Le cumul annuel moyen de précipitations est de 900 mm, avec 9,6 jours de précipitations en janvier et 7,4 jours en juillet. Pour la période 1991-2020, la température moyenne annuelle observée sur la station météorologique de Météo-France la plus proche, « Saint-Bonnet-le-Chateau_sapc », sur la commune de Saint-Bonnet-le-Château à 7 km à vol d'oiseau, est de 10,1 °C et le cumul annuel moyen de précipitations est de 851,5 mm,. Pour l'avenir, les paramètres climatiques de la commune estimés pour 2050 selon différents scénarios d'émission de gaz à effet de serre sont consultables sur un site dédié publié par Météo-France en novembre 2022.

## Urbanisme

### Typologie
Au 1er janvier 2024, Chenereilles est catégorisée commune rurale à habitat dispersé, selon la nouvelle grille communale de densité à sept niveaux définie par l'Insee en 2022.
Elle est située hors unité urbaine. Par ailleurs la commune fait partie de l'aire d'attraction de Saint-Étienne, dont elle est une commune de la couronne,. Cette aire, qui regroupe 105 communes, est catégorisée dans les aires de 200 000 à moins de 700 000 habitants,.

### Occupation des sols
L'occupation des sols de la commune, telle qu'elle ressort de la base de données européenne d’occupation biophysique des sols Corine Land Cover (CLC), est marquée par l'importance des territoires agricoles (52,9 % en 2018), en diminution par rapport à 1990 (56,5 %). La répartition détaillée en 2018 est la suivante : 
forêts (42,2 %), prairies (41,3 %), zones agricoles hétérogènes (11,6 %), zones urbanisées (4 %), milieux à végétation arbustive et/ou herbacée (1 %). L'évolution de l’occupation des sols de la commune et de ses infrastructures peut être observée sur les différentes représentations cartographiques du territoire : la carte de Cassini (XVIIIe siècle), la carte d'état-major (1820-1866) et les cartes ou photos aériennes de l'IGN pour la période actuelle (1950 à aujourd'hui).

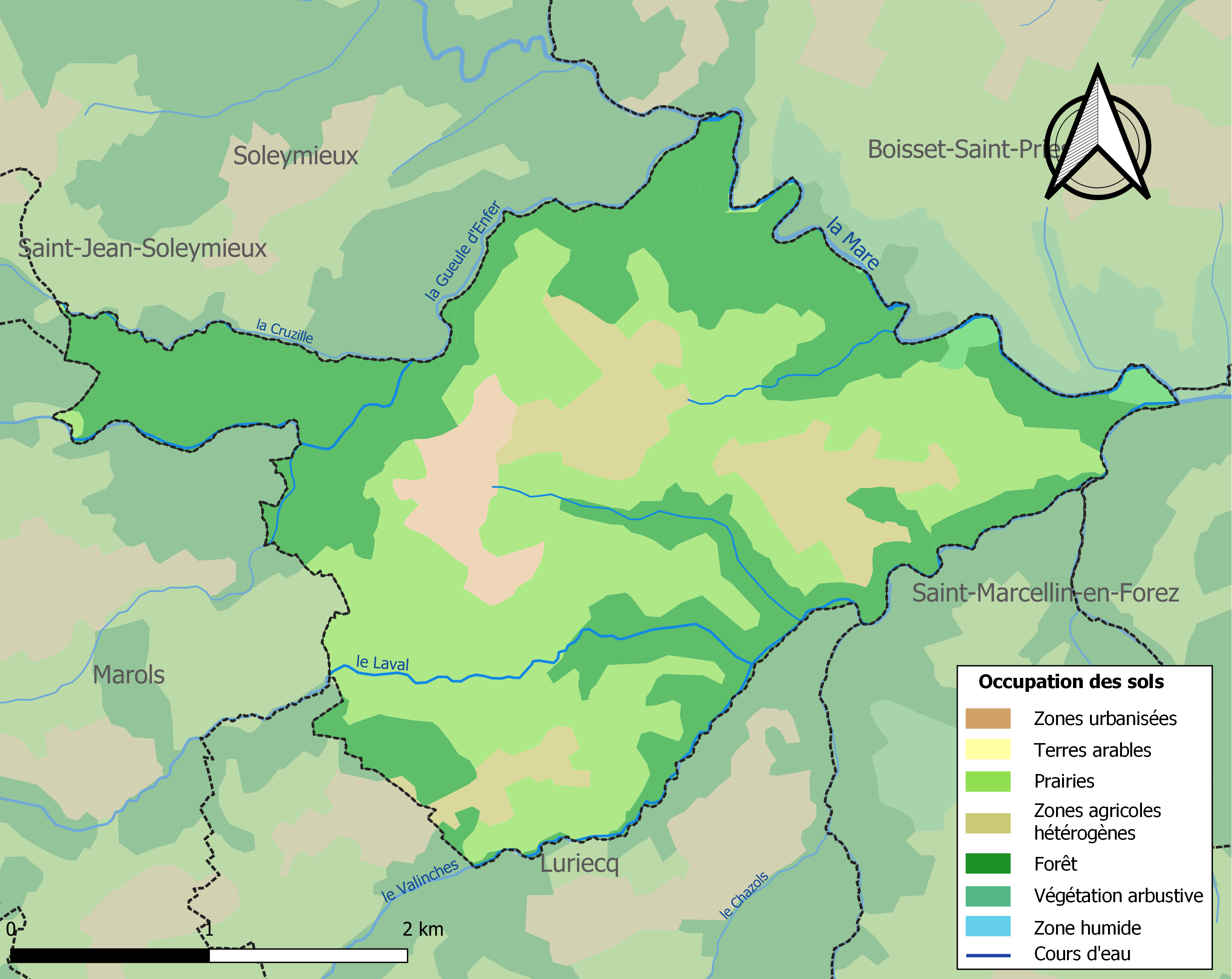
Carte des infrastructures et de l'occupation des sols de la commune en 2018 (CLC).

## Politique et administration
| Période                                  | Période  | Identité      | Étiquette     | Qualité                                                           |
| ---------------------------------------- | -------- | ------------- | ------------- | ----------------------------------------------------------------- |
| Les données manquantes sont à compléter. |          |               |               |                                                                   |
| 1989                                     | 1997     | Daniel Pérard |               |                                                                   |
| juin 1997                                | mai 2020 | Serge Vray    | Apparenté PCF | Conseiller général du canton de Saint-Jean-Soleymieux (2001-2015) |
| mai 2020                                 | En cours | Roland Bost   |               |                                                                   |

Chenereilles faisait partie de la communauté de communes du Pays de Saint-Bonnet-le-Château de 1996 à 2016 puis a intégré Loire Forez Agglomération.

## Démographie
L'évolution du nombre d'habitants est connue à travers les recensements de la population effectués dans la commune depuis 1793. Pour les communes de moins de 10 000 habitants, une enquête de recensement portant sur toute la population est réalisée tous les cinq ans, les populations de référence des années intermédiaires étant quant à elles estimées par interpolation ou extrapolation. Pour la commune, le premier recensement exhaustif entrant dans le cadre du nouveau dispositif a été réalisé en 2008.

En 2022, la commune comptait 536 habitants, en évolution de +2,68 % par rapport à 2016 (Loire : +1,32 %, France hors Mayotte : +2,11 %).
| 1793 | 1800 | 1806 | 1821 | 1831 | 1836 | 1841 | 1846 | 1851 |
| ---- | ---- | ---- | ---- | ---- | ---- | ---- | ---- | ---- |
| 250  | 300  | 572  | 602  | 668  | 641  | 636  | 663  | 572  |

| 1856 | 1861 | 1866 | 1872 | 1876 | 1881 | 1886 | 1891 | 1896 |
| ---- | ---- | ---- | ---- | ---- | ---- | ---- | ---- | ---- |
| 641  | 636  | 643  | 615  | 619  | 667  | 644  | 587  | 632  |

| 1901 | 1906 | 1911 | 1921 | 1926 | 1931 | 1936 | 1946 | 1954 |
| ---- | ---- | ---- | ---- | ---- | ---- | ---- | ---- | ---- |
| 620  | 595  | 586  | 455  | 435  | 438  | 393  | 300  | 302  |

| 1962 | 1968 | 1975 | 1982 | 1990 | 1999 | 2006 | 2008 | 2013 |
| ---- | ---- | ---- | ---- | ---- | ---- | ---- | ---- | ---- |
| 285  | 260  | 209  | 247  | 264  | 312  | 427  | 460  | 510  |

| 2018 | 2022 | - | - | - | - | - | - | - |
| ---- | ---- | - | - | - | - | - | - | - |
| 524  | 536  | - | - | - | - | - | - | - |

## Lieux et monuments
- Le Château de Chenereilles à Chenereilles - Sa construction date de 1360 à 1410, pour Amé Vert, Seigneur de Chenereilles et Bailli de Forez[réf. nécessaire].
- Église Saint-Symphorien de Chenereilles.

## Personnalités liées à la commune
Le poète Guillaume Decourt, né en 1985, a passé son adolescence à Chenereilles, dans le hameau de La Perrière [réf. nécessaire]. Il évoque le village et la région du Forez dans plusieurs de ses ouvrages.